# Alfonso Gomez
Pour les articles homonymes, voir Gomez.
Alfonso Gomez, né le 27 juillet 1960 à Corme en Espagne, est une personnalité politique suisse, membre des Verts.
Il est conseiller administratif de la ville de Genève depuis 2020 et maire de Genève en 2023-2024 et 2025-2026.

## Biographie

### Origines et famille
Né à Corme en Galice le 27 juillet 1960, Alfonso Gómez Cruz rejoint la Suisse avec ses parents au début des années 1960. Il a une sœur cadette.
L'un de ses grands-pères, instituteur républicain à La Corogne, est emprisonné sous l'Espagne franquiste. En Suisse, le père d'Alfonso Gomez travaille d'abord dans un bar, puis dans le bâtiment et enfin comme agent d'entretien à l'Organisation internationale du travail ; sa mère devient vendeuse de mode après avoir travaillé dans la cuisine et fait des nettoyages.
Il est marié à Virginie Keller, ancienne députée socialiste au Grand Conseil genevois, ancienne présidente du parti socialiste de la ville de Genève et ancien chef du service culturel de la ville de Genève.

### Enfance, formation et parcours professionnel
Alfonso Gomez vit à Genève avec ses parents entre 5 et 8 ans, puis à La Corogne avec son grand-père de 8 à 13 ans. Il retourne ensuite chez ses parents à Genève.
Titulaire d'une licence en sciences économiques et sociales de l'Université de Genève, il travaille tout d'abord dans le secteur bancaire, puis pour le CICR, dont il est délégué-administrateur de 1989 à 2004, ce qui le conduit à voyager en Iran, au Soudan puis en Yougoslavie, avant de revenir s'installer définitivement à Genève en 2003. 
Après avoir complété sa formation par un master en gestion administrative, il devient directeur administratif et financier au département de l’instruction publique de l'État de Genève puis, en 2010, directeur adjoint du conservatoire populaire de musique, danse et théâtre, jusqu'en 2020.

## Politique

### Parcours politique
Membre du parti socialiste à la fin des années 1980, Alfonso Gomez rejoint les Verts genevois en 1999. Il préside les Verts de la ville de Genève de 2012 à 2016.
Il devient conseiller municipal (législatif) de la ville de Genève en 2013 et chef de son groupe au sein de l'hémicycle de 2016 à 2018. Il occupe ce poste jusqu'à son élection au Conseil administratif (exécutif) de la ville au second tour des élections le 5 avril 2020. Il y est à la tête du département des finances, de l’environnement et du logement depuis le 1er juin 2020. Il annonce lors de sa première conférence de presse le remplacement de tout arbre coupé sur le territoire de la ville par trois autres, l'objectif étant de passer d'une couverture arborée de 21 % à 30 % d'ici à 2030. Il fait également part de sa volonté de « dégoudronner » la ville, notamment en supprimant des places de stationnement, pour lutter contre les effets du réchauffement climatique,.
Il est maire de Genève pour un an, selon le principe de rotation applicable à la fonction, du 1er juin 2023 au 31 mai 2024,. Son année de mairie est consacrée à l'urgence climatique et aux droits humains, qu'il considère « étroitement liés ». 
Le 29 avril 2024, il annonce être candidat à la candidature de son parti pour l'élection au Conseil administratif de la ville de Genève en 2025 pour un deuxième mandat. Christina Kitsos lui succède comme maire de Genève, le 1er juin 2024. Il est réélu au Conseil administratif et retrouve le poste de maire le 1er juin 2025.

### Profil politique
Il se situe à la gauche de son parti.

### Autres mandats
Il préside l'association Pro Velo Genève de 2017 à 2020. Il est également membre du comité de la section genevoise de l'Association suisse des locataires, en qualité de trésorier, de 2017 à 2020.